# Boeing VC-25
Boeing VC-25 označava putnički zrakoplov Američkog ratnog zrakoplovstva, vojnu inačicu Boeinga 747. Avion je najpoznatiji kao "Air Force One" u ulozi prijevoza predsjednika SAD-a. Trenutno za ovu namjenu lete dva identična zrakoplova s repnim oznakama 28000 i 29000. Pozivnu oznaku "Air Force One" zrakoplov dobiva samo kada se u njemu nalazi predsjednik SAD-a. U pratnji zrakoplova se u pravilu nalazi predsjednički helikopter za prijevoz od/do zračne luke kada to nisu u stanju obaviti predsjednička cestovna vozila.

## Razvoj i opis
Izrada zrakoplova započela je za vrijeme predsjedavanja Ronald Reagana a prvi zrakoplov je isporučen tijekom predsjedavanja George H. W. Busha. Kao i B-747 avion ima tri nivoa. 320 m2 preuređeno je i prilagođeno obavljanju predsjedničkih dužnosti. Najniži nivo je uglavnom prostor za smještanje tereta i cateringa. Glavni putnički prostor nalazi se na drugom a pilotska kabina i sustav komunikacije je na trećem nivou. U zrakoplov se može ući kroz tri ulaza: dva ulaza na donjem nivou s ugrađenim stepenicama (ispred i iza lijevog krila i jedan ulaz na glavnom nivou. Uobičajeno je da predsjednik ulazi na ulaz glavnog nivoa preko zemaljskih putničkih stepenica a prateće osoblje i novinari na donje ulaze. Dio za smještaj putnika izrađen je kao prva klasa putničke kabine redovnog zračnog prijevoznika.
U zrakoplovu se nalaze odjeljenja za goste, letno osoblje, Tajnu službu SAD-a, osoblje osiguranja kao i za novinare. Predsjednički dio uključuje i privatni ured, sobu za spavanje, toalet i tuš kabinu.

## Poveznice
- Predsjednik SAD-a
- Air Force One
- Boeing 747